# Hjalmar Jonsson (spelman)
Hjalmar Emanuel Jonsson, född 24 augusti 1923 i Stråsjö, Bjuråker, Hälsingland, död 14 augusti 2000 i Bjuråker, var en svensk spelman. 

## Biografi
Hjalmar Jonsson var sex år gammal då han lärde sig spela dragspel. Som elvaåring började han spela på danser, godtemplarfester, bröllop och andra högtidliga tillställningar i och kring sin hembygd.
Jonsson försörjde sig som skogsarbetare och högg omväxlande åt bolag och bönder. Musiken fanns dock hela tiden med som bisyssla. Under 1940-, 50-, 60- och 70-talen turnerade Jonsson i hela Sverige samman med olika konstellationer av musiker. Han var bland annat medlem i den så kallade Jubelkvartetten, och spelade på väckelsemöten, musikgudstjänster och konserter. Jubelkvartetten blev mycket populär i frikyrkokretsar och spelade in flera grammofonskivor.
Han gjorde två omfattande USA-turnéer: Dels 1956, då han reste med Theofil Engström under fyra månader och besökte 24 delstater i USA samt dessutom Kanada, och dels 1973, nu med Carl och Anna Öst samt pastor Erik Edin, med besök bland annat i New York, Chicago, Los Angeles, San Francisco och Minneapolis.
Jonsson var en av de mest betydande folkmusikdragspelarna i Hälsingland, och den ensemble som formades kring honom blev framträdande. De spelade bland annat på Bricka bygdegård i Bjuråkers socken, och andra spelmansträffar i Dellenbygden.
När det gällde dragspelet som instrument hade Jonsson en djupt personlig uppfattning: "Dragspelet har två sidor. Man kan uttrycka harmonin, vad man känner, på ett helt annat sätt än på de flesta andra instrument. Man kan komplettera känslorna och melodin med bassidan, den mörka sidan." Ett lågmält men egensinnigt förhållningssätt till musiken var en genomgående linje för Hjalmar Jonsson.